# Aproximante labiovelar sonora nasalizada
La aproximante nasal labiovelar sonora es un tipo de sonido consonántico utilizado en algunos idiomas. El símbolo en el Alfabeto Fonético Internacional que representa este sonido es ⟨ w̃ ⟩ , es decir, aw con una virgulilla. El símbolo X-SAMPA equivalente es. «w~»
Las aproximantes nasales [ȷ̃] y [w̃] también pueden denominarse deslizamientos nasales. En algunas lenguas como el portugués, forman un segundo elemento de los diptongos nasales.

## Características
- Su modo de articulación es aproximante, lo que significa que se produce con un articulador cerca de otro, la lengua y el alvéolo dental, pero sin que se reduzca la apertura hasta el punto en que se produzca una turbulencia de aire audible.
- Su punto de articulación es labiovelar, lo que significa que se articula simultáneamente con los labios y con la parte posterior de la lengua (el dorso) contra el paladar blando (el velo). El cierre dorsal se realiza y libera ligeramente antes del cierre labial, pero se superponen durante la mayor parte de su duración.
- Su tipo de fonación es sonora, lo que significa que las cuerdas vocales vibran durante la articulación.
- Es una consonante nasal, lo que significa que el aire escapa a través de la nariz.
- Es una consonante central , lo que significa que se produce dirigiendo la corriente de aire a lo largo del centro de la lengua, en lugar de hacia los lados.
- El mecanismo de la corriente de aire es pulmonar , lo que significa que se articula empujando el aire únicamente con los músculos intercostales y el diafragma , como en la mayoría de los sonidos.

## Ocurre en
| Idioma    | Idioma                      | Palabra   | AFI        | Significado                       | Notas                                                                                                 |
| --------- | --------------------------- | --------- | ---------- | --------------------------------- | --- |
| Caingang  | Caingang                    | [w̃ĩ]      | [w̃ĩ]       | 'para ver'                        | Posible realización inicial de palabra de /w/ antes de una vocal nasal.                               |
| Polaco    | Polaco                      | są        | [sɔũ̯]      | 'ellos son'                       | |
| Portugués | La mayoría de los dialectos | são       | [sɐ̃w̃]      | 'santo'                           | Alófono de w después de vocales nasales.                                                              |
| Portugués | Algunos dialectos           | muamba    | [ˈmw̃ɐ̃bɐ]   | 'contrabando', 'trabajo', 'alijo' | Alófono no silábico de u entre sonidos nasales.                                                       |
| Marati    | Marati                      | संशय       | [sə̃w̃ʃəe̯]   | 'duda'                            | Anuswara (ṁ) anterior र (r), व (v), श (ś), ष (ṣ), स (s), ह (h) o ज्ञ (jñ/dnya) se representa como 'w̃'. |
| Seri      | Seri                        | cmiique]] | [ˈkw̃ĩːkːɛ] | 'persona'                         | alófono de /m/                                                                                        |
| Shipibo   | Shipibo                     | banwan    | [βɐ̃ˈw̃ɐ̃]    | 'loro'                            | alófono de /w/ después de las vocales nasales.                                                        |
| Uwa       | Uwa                         | táw̃aya    | [ˈtaw̃aja]  | 'amarillo'                        | |
| Yoruba    | Yoruba                      | wọ́n       | [w̃ɔ̃́n]      | 'ellos'                           | Alófono de /w/ antes de vocales nasales.                                                              |